# 阿庫佩省
6°23′N 3°54′W / 6.383°N 3.900°W

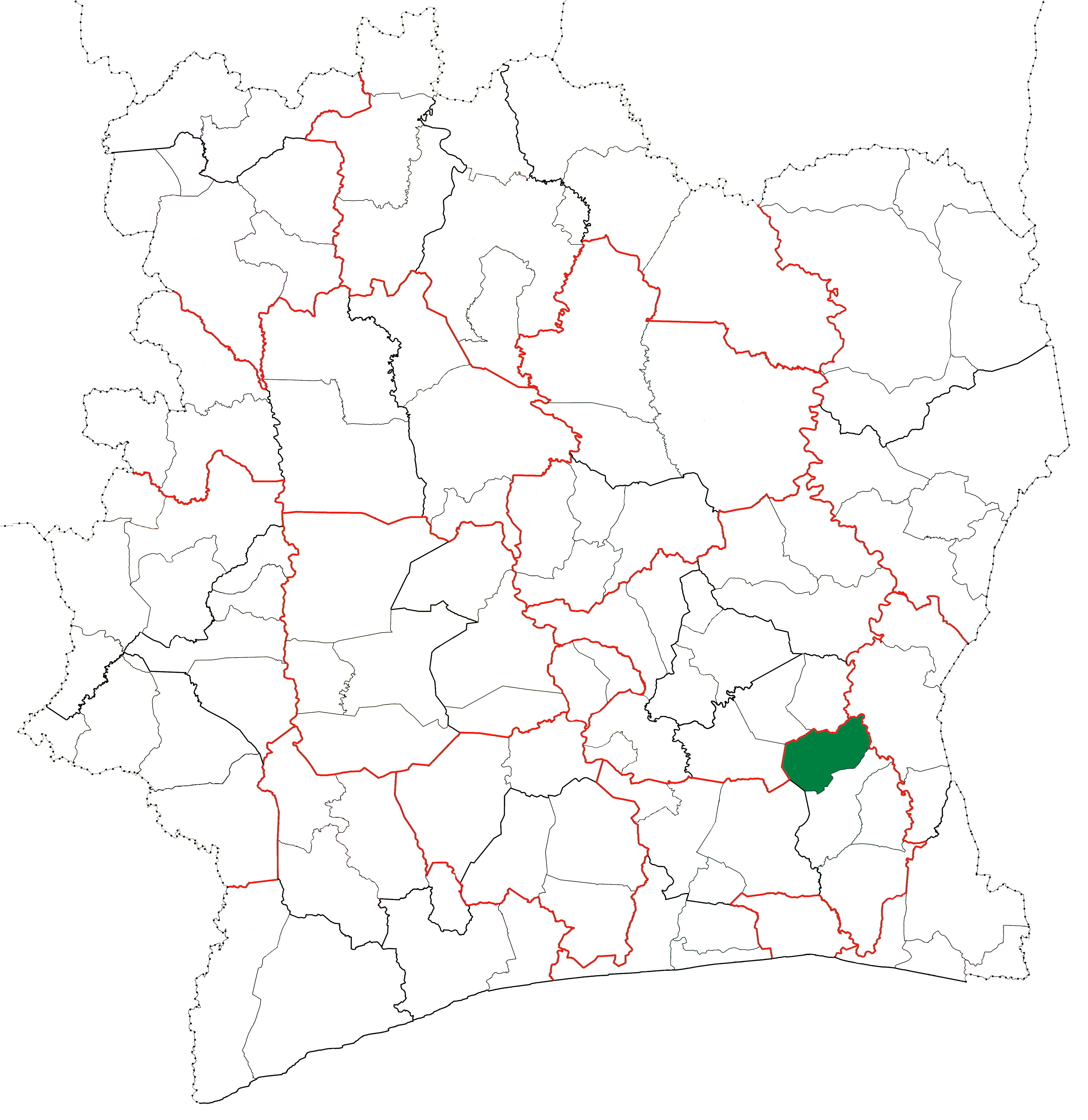

阿庫佩省（Akoupé Department），是科特迪瓦的省份，位於該國南部潟湖區，由拉梅大區負責管轄，成立於2005年，面積1,580平方公里，2014年人口119,028，人口密度每平方公里75人。